# Joseph Jefferson Farjeon
Joseph Jefferson Farjeon född 4 juni 1883 i London England död 6 juni 1955 i Hove Sussex England, engelsk författare, dramatiker och manusförfattare. Han var son till författaren B.L. Farjeon och bror till Eleanor Farjeon och Herbert Farjeon

## Filmmanus
- 1938 - Lightning Conductor
- 1936 - The Last Journey
- 1935 - The Phantom Light
- 1931 - Two Crowded Hours